# 82nd (West Africa) Division
La 82nd (West Africa) Division fu una divisione di fanteria del British Army, formata nell'agosto del 1943 con unità reclutate nelle colonie dell'Africa Occidentale Britannica per prendere parte agli eventi della seconda guerra mondiale.
La divisione si componeva di tre brigate di fanteria, due con truppe provenienti dalla Nigeria e una con soldati della Costa d'Oro (l'odierno Ghana). Dopo un periodo di addestramento, nell'ottobre 1944 l'unità fu trasferita in India per prendere parte agli scontri della campagna della Birmania contro i giapponesi, entrando in linea sul fronte dell'Arakan in forza al XV Indian Corps; la divisione sostenne pesanti scontri nel difficile teatro dell'Arakan, aprendosi la strada attraverso le montagne ricoperte di giungla dei Monti Arakan e affrontando diverse battaglie contro gli ostinati reparti giapponesi.
Rimasta di guarnigione in Birmania nell'immediato dopoguerra, la divisione fu infine sciolta nel maggio 1946 e i suoi componenti rimpatriati.

## Storia

### La formazione
La 82nd Division trasse le sue origini dalle unità formate dai britannici nelle loro colonie dell'Africa occidentale (la Nigeria, la Costa d'Oro, la Sierra Leone e il Gambia) allo scoppio della guerra; ciascuno di questi possedimenti metteva in campo un certo numero di battaglioni della Royal West Africa Frontier Force (RWAFF), composti da soldati reclutati localmente inquadrati da ufficiali britannici. Nel luglio 1940, dopo l'inizio delle ostilità tra Regno Unito e Regno d'Italia, i battaglioni della RWAFF vennero uniti a quelli dei King's African Rifles (reclutati nelle colonie dell'Africa Orientale Britannica) per formare due divisioni di fanteria, la 1st (African) Division e la 2nd (African) Division, impiegate operativamente durante la Campagna dell'Africa Orientale Italiana; dopo la conclusione della campagna nel novembre 1941, entrambe le divisioni furono poste in riserva e quindi sciolte tra la fine del 1941 e l'inizio del 1943.
Nel dicembre 1942 il generale George Giffard, responsabile del comando britannico per l'Africa occidentale, suggerì al War Office di Londra che, essendo venuta meno qualsiasi potenziale minaccia ai possedimenti britannici nella regione da parte della Francia di Vichy dopo gli eventi dell'operazione Torch in Nordafrica, le unità della RWAFF potevano ora essere più proficuamente impegnate venendo assegnate a un teatro di guerra, e in particolare al fronte della Birmania dove le unità anglo-indiane erano alquanto in difficoltà nel contenere le offensive dell'Impero giapponese. Il suggerimento venne accolto e il 1º gennaio 1943 il War Office autorizzò la formazione con personale dell'Africa occidentale di una divisione di fanteria e vari reparti di supporto non indivisionati per l'impiego sul fronte birmano; pochi giorni dopo, Londra diede la sua autorizzazione alla formazione anche di una seconda divisione di fanteria. La prima delle divisioni, la 81st (West Africa) Division, fu istituita il 1º marzo 1943 con battaglioni provenienti da tutte e quattro le colonie della regione; il 1º agosto 1943 fu invece attivato il quartier generale della 82nd (West Africa) Division, che il 1º novembre seguente assunse il comando di tutte le unità disponibili in Nigeria. Come primo comandante della divisione fu designato il maggior generale George McIllree Stanton Bruce, già comandante in capo delle forze britanniche in Nigeria.
La 82nd Division aveva un elemento combattente strutturato su tre brigate di fanteria di tre battaglioni ciascuna. La 1st (West Africa) Infantry Brigade al comando del generale Charles Roger Alan Swynnerto e la 4th (West Africa) Infantry Brigade del generale Henry Gibbon avevano ciascuna tre battaglioni del Nigeria Regiment, mentre la 2nd (West Africa) Infantry Brigade del generale Ernest Walter Davie Western aveva tre battaglioni del Gold Coast Regiment; tanto la 1st Brigade quanto la 2nd Brigade erano già state impegnate nella campagna dell'Africa orientale italiana, mentre la 4th Brigade era un'unità di nuova formazione.
Le unità di supporto comprendevano un reggimento di artiglieria leggera (102nd Light Regiment, West African Artillery) con 24 cannoni da montagna QF 3.7-inch mountain howitzer trainati da jeep, un reggimento di mortai (42nd Mortar Regiment, West African Artillery) con 24 mortai ML 3-inch mortar a trasporto manuale e un reggimento di artiglieria controcarri (22nd Anti-Tank Regiment, West African Artillery) con 36 pezzi Ordnance QF 6 lb trainati da trattori, oltre a unità di servizi vari. A parte un piccolo quantitativo di jeep per il quartier generale divisionale, tutti i trasporti della divisione erano assicurati da squadre di portatori, una condizione unica nelle divisioni britanniche della seconda guerra mondiale: ciascuna brigata aveva assegnato un "gruppo ausiliario", delle dimensioni di un battaglione, composto da soldati disarmati incaricati di trasportare a spalla i rifornimenti e gli equipaggiamenti delle truppe combattenti. A dispetto dell'apparente arcaicità di un simile sistema di trasporto esso si dimostrò quantomai adatto per gli spostamenti nel difficile territorio della Birmania, dove le strade praticabili erano rare e anche il trasporto con animali dimostrava carenze.

### L'invio in Birmania

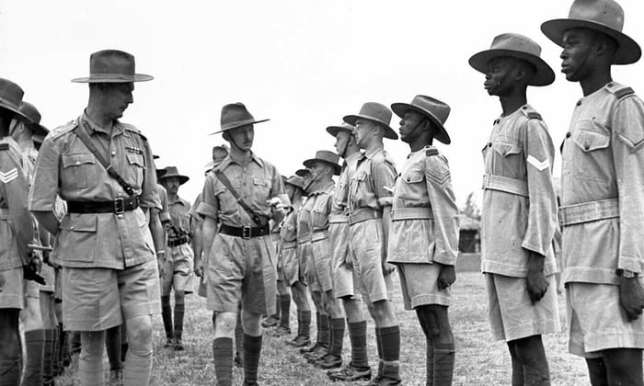
Ufficiali britannici ispezionano delle reclute nigeriane

La divisione rimase ad addestrarsi in Nigeria fino al 28 maggio 1944, quando salpò alla volta dell'India; di base inizialmente nella zona di Ranchi, nell'ottobre 1944 venne spostata a Chiringa per completare il suo addestramento. Alla fine di ottobre la divisione iniziò a entrare in linea sul fronte, sostituendo la 26th Indian Infantry Division nell'alta valle del fiume Kalapanzin tra le cittadine di Goppe e Taung Bazaar.
Il 1º novembre 1944 la 82nd Division entrò a far parte formalmente del XV Indian Corps del generale Philip Christison, impegnato contro i giapponesi nella regione costiera dell'Arakan al confine tra India e Birmania; la divisione fu incaricata di sostenere un'avanzata della 25th Indian Infantry Division in direzione del Kalapanzin, ricevendo come obiettivo la cattura della cittadina birmana di Buthidaung. Il 12 dicembre 1944 la divisione si mise in marcia da Razabil attraverso un'ampia area pianeggiante coltivata a risaie punteggiata da alcune colline; il 15 dicembre elementi dell'82nd Division presero Buthidaung dopo brevi scontri con i difensori giapponesi. Quello stesso giorno la 2nd Brigade stabilì una testa di ponte oltre il corso del Kalapanzin, seguita dalla 1st Brigade nelle prime ore del 16 dicembre; le unità dovettero sostenere alcuni bombardamenti e contrattacchi dei giapponesi, che tuttavia furono respinti. La 1st Brigade fu poi coinvolta in duri scontri per la conquista del villaggio di Dodan, poi caduto in mano ai reparti nigeriani il 19 dicembre grazie a massicci bombardamenti aerei e d'artiglieria.
La 4th Brigate fu quindi fatta sopraggiungere alla fine di dicembre per riprendere l'avanzata con l'appoggio dei carri armati del 45th Cavalry indiano, dirigendo attraverso la valle del Kalapanzin fino alla volta della valle del fiume Kaladan; a questo punto dell'avanzata, l'82nd Division era in pratica tagliata fuori dai depositi di rifornimento nelle retrovie ed era approvvigionata unicamente per via aerea da lanci di materiali con il paracadute. In questo periodo la divisione venne visitata dall'ammiraglio Louis Mountbatten, comandante in capo delle forze alleate nell'Asia sud-orientale, il quale ricavò una cattiva impressione del comandante divisionale Bruce; i comportamenti imprevedibili e la propensione a bere di Bruce gli alienarono ben presto il sostegno dei comandanti subordinati, e ai primi di gennaio 1945 il comandante del XV Corps Christison lo sollevò dal comando mettendolo forzatamente in malattia. La guida dell'82nd Division passò quindi al maggior generale Hugh Stockwell, già comandante di brigata nella 36th Infantry Division e veterano del fronte birmano.

### La battaglia di Myohaung
Il 16 gennaio 1945 l'82nd Division si mosse in direzione della cittadina di Apaukwa sul fiume Kaladan per sostituire sul fronte i commilitoni dell'81st (West African) Division, in azione da quasi dodici mesi e necessitanti di un periodo di riposo e riorganizzazione nelle retrovie; la divisione ricevette il compito di catturare la città di Myohaung (oggi Mrauk U), un importante centro a cavallo del fiume Kaladan. Il comando del XV Corps annullò il ripiegamento dell'81st Division e decise di impiegare entrambe le divisioni per catturare la città: la 4th Brigade fu quindi sottratta all'organico dell'82nd e assegnata come rinforzo alla divisione gemella.
Mentre la 81st Division manovrava per circondare la città da nord, l'82nd Division mosse su Myohaung da ovest con la 1st Brigade a guidare l'avanzata; la 4th Brigade faceva da giunzione tra le unità dell'81st Division a nord e quelle dell'82nd Division a ovest. Supportata da attacchi aerei e dal fuoco dei mortai, la 4th Brigade iniziò la sua avanzata il 23 gennaio muovendosi attraverso un dedalo di corsi d'acqua secondari per andare a catturare alcune colline tenute dai giapponesi; la 1st Brigade aveva attraversato il Kaladan il 20 gennaio, ritrovandosi anch'essa invischiata nell'intrico di fiumi a occidente di Myohaung mentre manovrava per aprirsi un varco verso la parte meridionale della città: il sergente Ibrahim Wadai del Nigerian Regiment ricevette una Distinguished Conduct Medal per aver impedito ai giapponesi di distruggere un ponte strategico che conduceva fino in città. Il 24 gennaio le unità africane lanciarono un assalto generale alla volta di Myohaung, inducendo i giapponesi a darsi alla fuga; il 25 gennaio elementi della 4th Brigade entrarono a Myohaung trovandola deserta.
Dopo aver brevemente sostato nei dintorni di Myohaung, l'82nd Division riprese l'avanzata inseguendo in direzione sud i reparti giapponesi in ritirata nell'Arakan centrale; la divisione mosse su due colonne, la prima a est lungo la valle del fiume Kyaw in direzione di Kywegiseik e la seconda a ovest lungo la valle del fiume Lemro verso la cittadina di Kangaw: lo scopo era quello di spingere i reparti giapponesi verso Kangaw, dove il 22 gennaio unità della 25th Indian Infantry Division avevano preso terra dal mare per fungere da forza di blocco. La 4th Brigade (ora di nuovo sotto il comando dell'82nd Division) discese il Lemro a bordo di imbarcazioni mentre la 1st Brigade ripuliva la sponda orientale del fiume, con la 2nd Brigade che seguiva l'avanzata. Vi furono diversi scontri e schermaglie con gli sparsi reparti giapponesi sulle alture ricoperte di giungla dei Monti Arakan, e il maggiore Cecil Ernest Kalshoven del Nigerian Regiment ricevette una Military Cross per le sue azioni contro il nemico il 9 febbraio sulle colline attorno al villaggio di Kyaukpandu; quello stesso 9 febbraio la 2nd Brigade entrò in contatto con gli indiani della 25th Division a Kangaw.

### Gli scontri per Tamandu

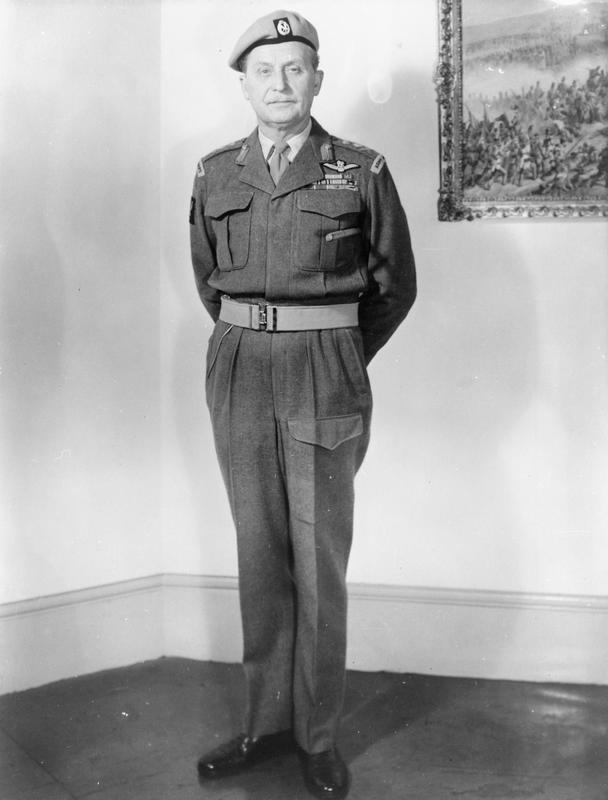
Il secondo comandante dell'82nd Division, il generale Hugh Stockwell

Mentre la 2nd Brigade raggiungeva Kangaw, la 1st e la 4th Brigade erano in marcia da Hpontha sulla città di Ann all'inseguimento dei reparti giapponesi che tentavano di ripiegare nelle pianure della Birmania centrale attraverso il passo di Ann nei Monti Arakan; era inoltre segnalata una grossa concentrazione di truppe nipponiche nei pressi della cittadina di Tamandu vicino Ann, e le unità africane ricevettero il compito di prendere questo centro da nord in congiunzione con un movimento verso est della 25th Indian Division.
Il 16 febbraio elementi della 25th Division sbarcarono a Ru-Ywa nelle vicinanze di Ann; davanti alla pesante resistenza opposta dai giapponesi, tra il 18 e il 22 febbraio il comando del XV Corps fece sbarcare nella zona anche la 2nd Brigade dell'82nd Division, trasportata via mare da Kangaw. Nel mentre, la 1st e 4th Brigade erano avanzate verso sud fino alle rive del fiume Dalet Chaung aprendosi la via attraverso una fitta foresta di bamboo. Il 18 febbraio la 1st Brigade arrivò al fiume e scacciò gli avamposti giapponesi che sbarravano il cammino nel corso di una serie di duri scontri sulle colline ricoperte di giungla; nella notte tra il 24 e il 25 febbraio la brigata riuscì a stabilire una testa di ponte oltre il Dalet Chaung, ma rimase inchiodata sulle sue posizioni da alcuni violenti contrattacchi giapponesi che causarono pesanti perdite. La 4th Brigade venne fatta affluire per conquistare il terreno elevato da cui i giapponesi martellavano le posizioni della 1st Brigade, ma due attacchi sferrati il 1º marzo e il 2 marzo con l'appoggio dell'artiglieria e dei bombardamenti aerei furono respinti con gravi perdite (tra cui l'uccisione di due comandanti di reggimento); due assalti della 1st Brigade per irrompere fuori dalla testa di ponte, sferrati il 4 e il 5 marzo, non ebbero parimenti successo.
Nel frattempo, la 2nd Brigade si era aperta la strada da Ru-Ywa in direzione est con l'appoggio del reggimento anticarro divisionale, nonostante la dura resistenza dei giapponesi. Il 6 marzo elementi della brigata arrivarono a bloccare la strada tra Tamandu e Ann, ma furono respinti alcuni contrattacchi giapponesi nel corso di violenti scontri corpo a corpo; la brigata stabilì quindi un perimetro difensivo attorno al villaggio di Letmauk dove rimase inchiodata. La 4th Brigade riuscì infine a districarsi dopo aver scoperto alcuni sentieri che conducevano a Tamandu dalla sponda occidentale del Dalet Chaung, e il 7 marzo giunse in vista della città già occupata alcuni giorni prima da reparti indiani della 25th Division. I giapponesi continuavano a tenere le alture a nord di Tamandu, e tra l'8 e l'11 marzo la 4th Brigade fu impegnata in duri scontri per sloggiarli dalle loro posizioni; quello stesso 11 marzo anche la 1st Brigade riuscì a riprendere l'avanzata uscendo dalla sua testa di ponte sul Dalet Chaung. Le due brigate continuarono ad avanzare verso sud nel tentativo di ricongiungersi ai commilitoni della 2nd Brigade attestati nei dintorni del villaggio di Letmauk, scontrandosi ripetutamente con reparti giapponesi che tentavano in ogni modo di fuggire dalla regione; esausti per i duri scontri, la carenza di rifornimenti e le marce nella giungla, i nigeriani della 1st Brigade stabilirono infine un contatto con i ghanesi della 2nd Brigade il 20 marzo.

### Operazioni finali
Gli scontri con i giapponesi sulle alture attorno a Letmauk proseguirono fino al 26 marzo, quando buona parte dell'82nd Division fu ritirata dalla zona e arretrata a Tamandu; la divisione mosse quindi verso sud lungo la costa, con obiettivo la città di Taungup nell'Arakan meridionale. Dal 17 marzo all'organico della divisione fu aggiunta la 22nd (East Africa) Brigade del generale Reginald Forster Johnstone, una formazione autonoma inizialmente destinata a rinforzare la 11th (East Africa) Division in azione nella Birmania centrale ma poi dirottata sul fronte dell'Arakan in forza al XV Corps; la brigata aveva un battaglione dei King's African Rifles del Nyasaland, un battaglione del Northern Rhodesia Regiment e uno dei Rhodesian African Rifles.
Il 1º aprile l'82nd Division riprese la marcia verso sud, con la 22nd Brigade e la 2nd Brigade ad aprire la strada attraverso una resistenza progressivamente crescente degli sparsi reparti giapponesi; la 4th Brigade fu imbarcata a Tamadau per essere trasporta via acqua a Taungup. La 1st Brigade fu lasciata a presidiare la zona di Letmauk, subendo alcuni duri contrattacchi giapponesi il 10 e 11 aprile che furono respinti non senza una certa difficoltà; gravemente a corto di rimpiazzi, la brigata fu infine fatta ritirare da Letmauk e ripiegò su Tamadau il 15 aprile. Il resto della divisione stava stringendo su Taungup: il 27 aprile la 4th Brigade giunse in vista della città e il giorno seguente stabilì un contatto con la 2nd Brigade che scendeva da nord, mettendo in sicurezza la zona. Nello stesso periodo la 22nd Brigade fu sottratta all'organico della divisione e arretrata in India per prepararsi a uno sbarco in Malesia.
La 4th Brigade continuò a spingersi verso sud lungo la costa, prendendo Sandoway il 10 maggio e Gwa il 13 maggio; la resistenza organizzata dei giapponesi era cessata in pratica in tutto l'Arakan, ma gruppi sparsi ormai isolati continuarono a emergere dalla giungla per i successivi due o tre mesi. Il 23 maggio la divisione si acquartierò per passare la stagione del monsone, con la 1st Brigade a Tamadau, la 2nd Brigade a Taungup e la 4th Brigade a Sandoway; le unità africane erano ancora in queste posizioni quando, il 15 agosto 1945, il Giappone si arrese agli Alleati. Nei sei mesi di campagna nell'Arakan dal dicembre 1944 al maggio 1945 la divisione aveva subito il più alto rateo di perdite tra tutte le unità del XV Corps: la 82nd Division contò un totale di 2.085 perdite, di cui 29 morti, 94 feriti e due dispersi tra gli ufficiali, 19 morti, 61 feriti e un disperso tra i sottufficiali britannici e 428 morti, 1.417 feriti e 34 dispersi tra i soldati africani.
La 82nd Division fu una delle tre divisioni rimaste di guarnigione in Birmania nell'immediato dopoguerra, curando il disarmo dei restanti reparti giapponesi, svolgendo operazioni di sicurezza interna al paese e curando l'addestramento del nuovo esercito birmano. Nel maggio 1946, con l'approssimarsi della concordata indipendenza della Birmania, le unità del Commonwealth iniziarono a essere ritirate dal paese: il 28 maggio il generale Stockwell lasciò il comando dell'82nd Division, che fu quindi sciolta. Gli ultimi elementi dell'unità lasciarono la Birmania e furono rimpatriati in Africa nel settembre 1946.

## Ordine di battaglia
1st (West Africa) Infantry Brigade
- 1st Battalion, Nigeria Regiment
- 2nd Battalion, Nigeria Regiment
- 3rd Battalion, Nigeria Regiment

2nd (West Africa) Infantry Brigade
- 1st Battalion, Gold Coast Regiment
- 2nd Battalion, Gold Coast Regiment
- 3rd Battalion, Gold Coast Regiment

4th (West Africa) Infantry Brigade
- 5th Battalion, Nigeria Regiment
- 9th Battalion, Nigeria Regiment
- 10th Battalion, Nigeria Regiment

Unità divisionali
- 82nd (West African) Divisional Reconnaissance Regiment
- 82nd (West African) Infantry Division Transport Regiment
- 102 Light Regiment, West African Artillery
  - 1st Light Battery, West African Artillery
  - 2nd Light Battery, West African Artillery
  - 4th Light Battery, West African Artillery
- 42nd Mortar Regiment, West African Artillery
- 22nd Anti-Tank Regiment, West African Artillery
- 1st Field Company, West African Engineers
- 2nd Field Company, West African Engineers
- 4th Field Company, West African Engineers
- 9th Field Park Company, West African Engineers

### Annotazioni
1. ↑  Nella tradizione delle forze armate britanniche, il reggimento era solo un'unità amministrativa e cerimoniale, formata da un numero variabile di battaglioni che, per esigenze operative, venivano poi uniti in brigate, se necessario anche con battaglioni di altri reggimenti.
2. ↑  In confronto, nello stesso periodo la 25th Indian Division perse 1.370 uomini, la 26th Indian Division 606 uomini e la 81st (West Africa) Division 438 uomini.

### Fonti
1. ↑  Palmer, p. 3.
2. ↑  Palmer, p. 4.
3. ↑  Palmer, pp. 5-6.
4. ↑  Palmer, pp. 6-7.
5. ↑  Palmer, p. 7.
6. ↑  Palmer, pp. 8-12.
7. ↑  Palmer, pp. 13-16.
8. ↑  Palmer, pp. 17-18.
9. ↑  Palmer, pp. 21-23.
10. ↑  Palmer, pp. 23-28.
11. ↑  Palmer, pp. 28-29.
12. ↑  Palmer, pp. 29-35.
13. ↑  Palmer, pp. 35-41.
14. ↑  Palmer, pp. 42-43.
15. ↑  Palmer, pp. 43-48.
16. ↑  Palmer, pp. 48-49.
17. ↑  Palmer, pp. 49-50.